# Hachirōgata
Hachirōgata (jap. 八郎潟) ist ein See in der Präfektur Akita  im nördlichen Japan. Sein offizieller Name ist Hachirō-See (八郎湖, Hachirō-ko). Er wird auch Hachirōgata-Regulationsteich (八郎潟調整池, Hachirōgata chōseichi) genannt.
Er war einst der zweitgrößte See in Japan nach dem  Biwa-See.
Extensive  Trockenlegung begann 1957 um landwirtschaftliche Nutzflächen zu schaffen. Das Dorf Ogata wurde am 1. Oktober 1964 auf dem ehemaligen Seegrund gegründet. Der Rest des Sees hat eine Fläche von 27,7 km² (18. Rang in Japan).
Einige sehen die Trockenlegung als Fehler an, da Japan bald nach Abschluss der Maßnahmen mit einem Überschuss an Reis zu kämpfen hatte. Andere beklagen den Verlust der Feuchtgebiete.
Mit 4 m unter dem Meeresspiegel ist der Seegrund heute der tiefste Punkt Japans.
Die Fischerei nach Shijimi-Muscheln (Corbicula japonica)  war einst eine blühende Industrie. Sie ist jedoch im Rückgang, da das Wasser heute weniger brackig ist, wodurch sich die Lebensbedingungen der Muschel verschlechtern. Im Winter fischt man auf dem Eis  nach Wakasagi (Hypomesus nipponensis). Das Angeln von Schwarzbarschen (Micropterus pec.) zieht Angler auch aus anderen Präfekturen an. Der hier nicht heimische Fisch steht andererseits im Verdacht, einheimische Fischarten zu gefährden. 
Nach der Legende wählte ein in einen chinesischen Drachen verwandelter Mann namens Hachirō den Ort nach langer Wanderung als Heim und der See wurde nach ihm Hachirōgata (-gata bedeutet Lagune) benannt. Später verliebte er sich in eine Frau, der der Tazawa-See, ein anderer See in der Präfektur Akita, gehörte und zog zu ihr. Danach wurde der Hachirogata flacher und flacher.